# 山口信二
山口 信二（やまぐち しんじ、1970年8月18日 - ）は、長崎県出身の元プロ野球選手（投手）。

## 来歴・人物
瓊浦高では2年秋に県大会優勝も九州大会では前田幸長がエースの福岡第一高に敗れた。3年春も県大会を制したが九州大会では平良幸一（沖縄水産高）に投げ負ける。夏は県大会ベスト4、社会人野球の新日本製鐵君津に進むが故障で主たる実績はない。社会人入りの際、高校で2年先輩にあたる下柳剛は大学を中退して地元に戻っていたところ高校の監督が推薦し、左腕ということで一緒に採用されることとなった。
1991年のプロ野球ドラフト会議で、下柳が前年に入団した福岡ダイエーホークスから5位指名を受け入団。
プロ入り後も故障に泣かされて一軍登板がないまま、1995年に現役を引退した。
翌年春に台湾プロ野球の味全ドラゴンズへテスト参加したが入団には至らず。

## 詳細情報

### 年度別投手成績
- 一軍公式戦出場なし

### 背番号
- 34 （1992年 - 1995年）